# Семпронії (рід)
Семпронії — відомий та могутній патриціанський та плебейський рід Стародавнього Риму. Природні мешканці Риму. Відігравали помітну роль у політичному житті Республіки у IV—I ст. до н. е. Серед Семпроніїв було 20 консулів, 3 начальників кінноти при диктаторах, 6 цензорів, багато народних трибунів. Гілки Семпроніїв: Гракхи, Блези, Атратіни, Лонгі, Тудітани, Софи, Аселіони.

## Найвідоміші Семпронії
- Авл Семпроній Атратін, консул 497 та 491 років до н. е.
- Луцій Семпроній Атрацин, консул 444 та цензор 443 років до н. е.
- Гай Семпроній Атрацин, консул 423 року до н. е.
- Публій Семпроній Соф, консул 268 та цензор 252 років до н. е.
- Гай Семпроній Блез, консул 253 та 244 років до н. е.
- Тіберій Семпроній Лонг, консул 218 року до н. е., учасник Другої Пунічної війни.
- Гай Семпроній Блез, народний трибун 211 та легат диктатора Квінта Фульвія Флакка у 219 році до н. е.
- Публій Семпроній Тудітан, консул 204 року до н. е., учасник Другої Пунічної війни.
- Тіберій Семпроній Гракх, начальник кінноти за диктатора Марка Юлія Пера у 216 році до н. е., консул у 215 та 213 роках до н. е.
- Тіберій Семпроній Гракх, народний трибун 187 року до н. е., консул 177 та 163 років до н. е.
- Тіберій Семпроній Гракх, народний трибун 133 року до н. е., ініціатор розподілу землі
- Гай Семпроній Тудітан, консул 129 року до н. е., анналіст.
- Гай Семпроній Гракх, народний трибун 123 та 122 років до н. е.
- Луцій Семпроній Атрацин, консул-суффект 34 року до н. е., відомий красномовець, спочатку прихильник Марка Антонія, потім Октавіана Августа.
- Семпронія, дружина Корнелія Сципіона Молодшого.